# 致死量
物質や電磁波の致死量（ちしりょう）とは摂取・被曝すると死に至る量。急性毒性試験や、中毒事例などにより求められる。

## 概要
ある物質についての致死量は、動物の種類、成長段階、健康状態、摂取方法（経口・皮下注射・ガスやエアロゾルとしての吸引・皮膚接触、静脈注射、腹腔内投与など）によって極めて多様に変化する。極論をいえば、致死量は個体・物質の摂取時期によって異なるため確定した値を求めることは厳密には不可能である。
そこで、目安として、半数致死量という概念が一般的に用いられている。これは、「ある物質を-ある状態の動物に与えた場合-その半数が死に至る量」を示す。なお、半数致死量はしばしばLD50（50％ Lethal Doseの略）と簡略化して書かれる。対象がガス体などである場合や水中生物に対する影響を評価する場合には半数致死濃度LC50(50% Lethal Concentration)などを用いる。
急性毒性の強さを表す方法としては、他に最小致死量・最小中毒量などがある。
特に、安全性を評価する場合については、最小致死量LDLo (Lowest Published Lethal Dose) や最低致死濃度LCLo (Lowest Published Lethal Concentration) および最小中毒量（TDLo; Toxic Dose Lowest もしくはMTL; Minimum Toxic Level）などを用いる。
放射線被曝の場合の致死量は、吸収線量値を利用して評価する場合が多い。単位はシーベルトである。
半数致死量の表記例を以下に示した
シアン化カリウム　LD50=7 mg/kg（ハムスター・成体・経口）
この例は、「シアン化カリウム（青酸カリ）を複数のハムスター成体に体重1 kgあたり7 mgを経口投与すると半数が死に至る」ことを示す。
これらのデータは動物実験の他、中毒事故の事例・人体実験の結果（ナチス・ドイツのものなどが存在）などから得られたものである。既に挙げたように致死量はコンディションによって大きく変動するため、安全性を確保するためには既知の致死量に対して1-3桁程度のマージンを確保する必要がある。化学物質を薬剤として用いる場合には、薬効量と致死量の間に大きな差があることが望ましい。
毒物及び劇物取締法における毒物、劇物の指定審査過程では、経口投与の半数致死量を基準とし、LD50=50 mg/kg以下程度を毒物、LD50=300 mg/kg以下程度を劇物としている（毒物及び劇物取締法#判定基準に詳細な記述がある）。
なお、現在では正確な半数致死量を求めることは行われておらず、概算値を求めるのみになっている。これは、正確な値を求めることに学術上の意義が無いことと、動物福祉の観点から、使用する実験動物数を削減したことによる。

## 各物質における致死量

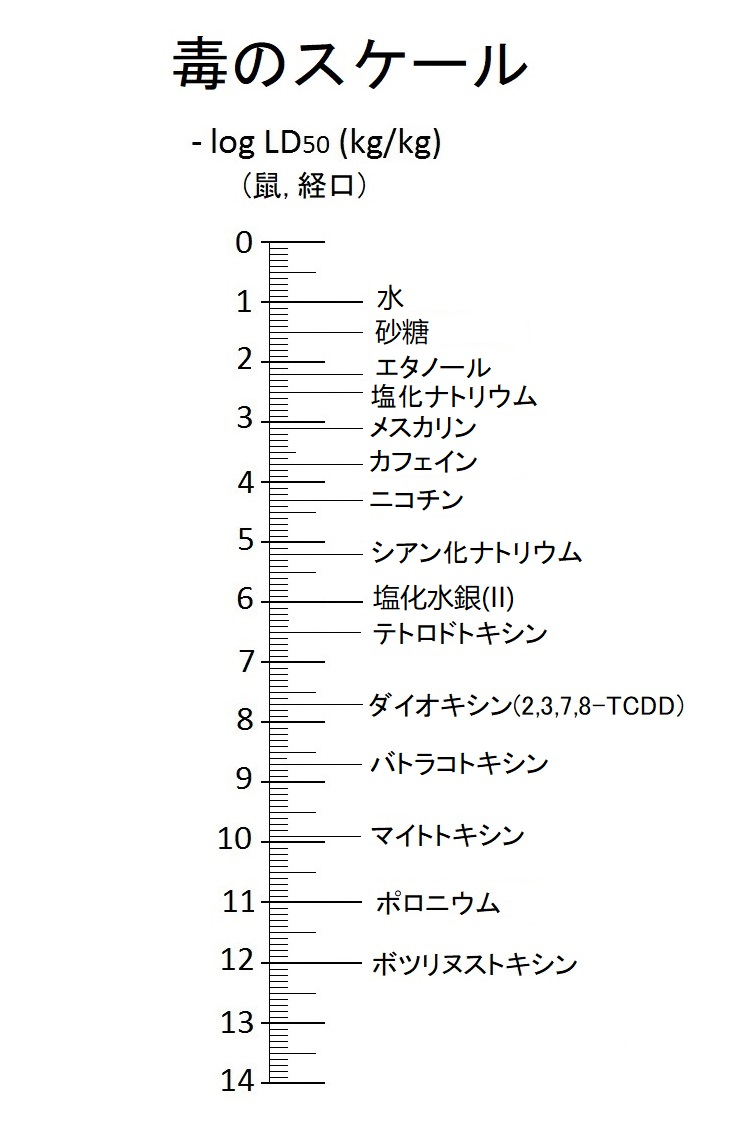
毒のスケール

| 名称                              | 半数致死量(mg/kg)       | 含有するもの・用途           |
| --------------------------------- | ----------------------- | ---------------------------- |
| ボツリヌストキシン(A)             | 0.000000015～0.00000037 | ボツリヌス菌                 |
| ポロニウム                        | 0.0000056～0.00037      | 放射性元素                   |
| テタヌストキシン                  | 0.000002                | 破傷風菌                     |
| マイトトキシン                    | 0.00005～0.000128       | 有毒渦鞭毛藻                 |
| パリトキシン                      | 0.00025                 | スナギンチャク類             |
| ダイオキシン(2,3,7,8-TCDD)        | 0.0006～0.002           | 産業副産物                   |
| ベロトキシン                      | 0.001                   | 病原性大腸菌・赤痢菌等       |
| VX 但し、下の濃度の項も参照のこと | 0.002～0.02             | 化学兵器                     |
| テトロドトキシン                  | 0.01                    | フグ他                       |
| リシン                            | 0.03                    | トウゴマ                     |
| プルトニウム                      | 0.05                    | 放射性元素                   |
| ミクロシスチン                    | 0.05                    | 藍藻類                       |
| アコニチン                        | 0.05～0.1               | トリカブト                   |
| α-アマニチン                      | 0.1                     | 毒キノコ（ドクツルタケ等）   |
| モノフルオロ酢酸                  | 0.1                     | 殺鼠剤                       |
| サリン                            | 0.35                    | 化学兵器                     |
| d-ツボクラリン                    | 0.6                     | クラーレ、矢毒               |
| コルヒチン                        | 0.6                     | イヌサフラン他・医薬         |
| ストリキニーネ                    | 0.6～2                  | マチン、殺鼠剤               |
| ニコチン                          | 1～7                    | タバコ                       |
| シアン化カリウム                  | 3～7                    | 試薬（いわゆる「青酸カリ」） |
| 亜砒酸ナトリウム                  | 10                      | 試薬（いわゆる「ヒ素」）     |
| パラチオン                        | 10                      | 農薬（有機リン系）           |
| 黄リン                            | 10                      | 試薬                         |
| 塩化カリウム                      | 10～15                  |                              |
| メタミドホス                      | 10～30                  | 農薬（有機リン系）           |
| 塩化スキサメトニウム              | 10～50                  | 筋弛緩剤                     |
| ビタミンD                         | 22                      | 栄養素                       |
| 毒薬・毒物の境界値                | 30                      |                              |
| 酢酸タリウム                      | 30～40                  | 試薬                         |
| アミロペクチン                    | 30～5000                | 食品添加物                   |
| アジ化ナトリウム                  | 46                      | 試薬                         |
| DDT                               | 110                     | 農薬（有機塩素系）           |
| モルヒネ                          | 120～500                | ケシ、麻薬                   |
| メタンフェタミン                  | 135                     | 覚醒剤                       |
| カフェイン                        | 200                     | 茶・コーヒー等               |
| トリフルオロ酢酸                  | 200                     | 試薬                         |
| パラコート                        | 250                     | 除草剤（ピリジニウム系）     |
| マラチオン                        | 250～600                | 農薬（有機リン系）           |
| メタノール                        | 250～600                | 燃料など                     |
| 劇薬・劇物の境界値                | 300                     |                              |
| 2,4-D                             | 375～666                | 除草剤（有機塩素系）         |
| アセチルサリチル酸                | 400                     | 医薬（アスピリンなど）       |
| スコポラミン                      | 1200                    | チョウセンアサガオ等・医薬   |
| ホウ酸                            | 2000～4000              | 試薬・医薬                   |
| 塩化マグネシウム                  | 2800～4700              | にがりの主成分               |
| 塩化ナトリウム                    | 3000～3500              | 食塩                         |
| エタノール                        | 5000～14000             | 酒類                         |
| ビタミンC                         | 12000                   | 栄養素                       |
| 砂糖                              | 15000～36000            | 上記に同じ。                 |
| 純水                              | 86000～360000           |                              |

| 名称                 | 半数致死濃度(ppm)    | 含有するもの・用途                 |
| -------------------- | -------------------- | ---------------------------------- |
| VXガス               | 0.2～0.3             | 化学兵器                           |
| サリン               | 1.2                  | 化学兵器                           |
| イペリット           | 23                   | 化学兵器                           |
| ジボラン             | 29, 40               | 半導体製造用                       |
| ホスゲン             | 79                   | 工業原料・化学兵器                 |
| シアン化水素         | 180                  | 工業原料・化学兵器                 |
| アルシン             | 250 mg/m3, 600 mg/m3 | 半導体製造用                       |
| 硫化水素             | 500～800             | 火山ガス(温泉含む)など             |
| 塩素                 | 655                  | 工業原料・化学兵器・プール等消毒剤 |
| クロロアセトフェノン | 1400                 | 催涙ガス                           |
| 一酸化炭素           | 1500                 | 有機物の不完全燃焼                 |
| シラン               | 9600                 | 半導体製造用                       |
| 二酸化炭素           | 100000～150000       | 動物等生命活動等の排出物等         |

- 毒性ガスの濃度については、資料によって大幅な値の相違がみられた。毒性の強弱を適切に評価するため、表の表記にあたっては兵器関係について遺棄化学兵器の安全な廃棄技術に向けて 平成13年7月23日 日本学術会議・産業用ガスについて富山県高圧ガス安全協会の資料を参考とした。他の信頼のおける文献としては次をあげておく。[28][29][29]

## 関連文献
- 1990年 『エッセンシャル毒性学』川俣順一・近藤雅臣　監修:小井田雅夫 他・編 医歯薬出版
- 1984年 『毒物雑学辞典』大木幸介 講談社